# Кога
Кога је назив за наоружани једрењак који се развио на обалама балтичког мора и Северном мору у средњем веку.
Као релативно јефтин брод који није захтевао бројну посаду, много допринео процвату Ханзе.
Коге су имале по један јарбол и при врху јарбола извиђачко гнездо. Служиле су за превоз робе, по потреби и за ратна дејства. 
Овај тип брода се развио из атлантске наве у XIV веку у тројарболни једерењак, широког бродског трупа, високих бокова, са уздигнутим прамцем и крмом на којима су биле постављене платформе за топове. Предња два јарбола носила су крстаста једра и простране округле кошеве, а крмени - латинско једро. На прамцу се био постављен косник који се употребљавало као привезиште за лета прамчаног јарбола и као сидрена соха. 
Најраније се тип брода под називом „cog“ (ког) помиње у 10. веку на подручју Рајне у Немачкој. Није извесно да ли је овај брод био претходник касније коге. Коге саме постале су у 12. веку главни трговачки бродови балтичког мора, што ће да остану до краја 14. века. У 15. веку еволуирале су у холк или хулк и кравел.
Најпознатије коге градила је Ханза у XIV и XV веку депласмана до 800 тона, дужине 40-45 метара, ширине 16-17 метара, висине бока до четири метра. Посада је чинило око 250 људи, а наоружање је чинило 15 до 20 топова на каштелима и палуби, од чега је половина била калибра девет и 12 фунти, десетак топова за камене кугле и неколико мањих топова смештених у кошевима и надграђима. 
У XVI веку појавиле су се коге са четири јарбола, од којих су два крмена била опремљена латинским једрима. У архиви града Либека из тога доба помиње се „Der Adler von Lübeck“ дужине од око 80 метара - вероватно са косником, наоружан са 42 топа за гвоздне кугле  и 57 камењаша. Посада се састојала од 1075 људи, од чега 500 војника. Кога исчезава почетком XVII века појавом галеона и линијског брода. 